# Melodie s konstantním spektrem
Melodie s konstantním spektrem je příkladem sluchového klamu. Jedná se o zvuk s konstantním spektrem, který je vnímán jako melodie a ne jako neměnný zvuk, který by bylo možné očekávat na základě neměnnosti jeho zvukového spektra.
Zkušenost je taková, že tón s konstantní barvou a konstantní výškou je charakterizován určitým zvukovým spektrem; naopak zvukové spektrum proměnného hudebního úryvku změřené s úzkým časovým okénkem se mění podle melodie a případných efektů nástrojů.

## Vysvětlení
Paradox vnímání zvuku s konstantním spektrem jako proměnlivé melodie je způsoben tím, že sluch není abstraktní spektrograf: sluch „vypočítává“ Fourierovu transformaci zvukového signálu v úzkém časovém okénku, takže pomalejší variace nejsou vnímány jako složka určité výšky, ale jako změny zvuku v čase. Výše uvedený příklad paradoxní melodie neobsahuje infrazvuk (tj. čistý tón s periodou pomalejší než je časové okénko).
Druhý paradox je založen na tom, že pokud znějí současně dva tóny, jejichž výšky jsou velmi blízké, vznikají zázněje (rázy). Pokud je však perioda záznějů větší než integrační okénko, jsou zázněje vnímány jako sinusové změny amplitudy (hlasitosti): sin(2π(f+ε)t) + sin(2π(f-ε)t) = sin(2πft)cos(2πεt), kde 1/ε je pomalá perioda.

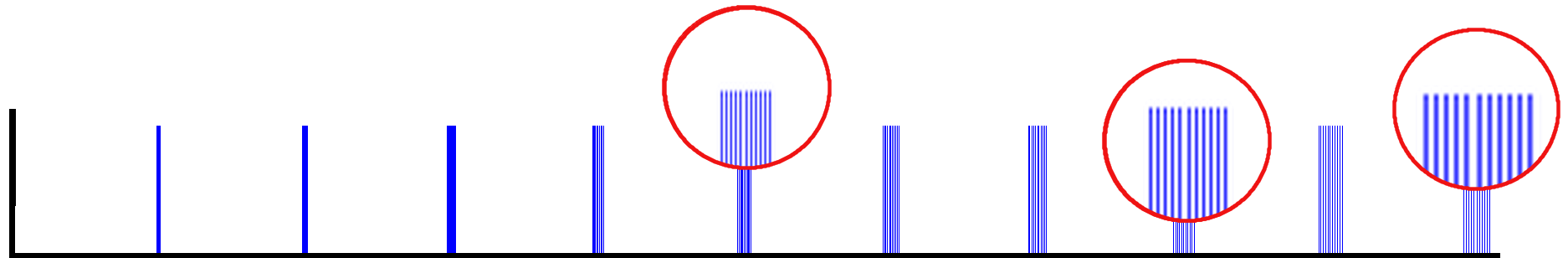
Zvukové spektrum paradoxní melodie s konstantním spektrem ConstantSpectrumMelody.ogg

Uvedená ukázka obsahuje několik frekvencí, které současně vytvářejí zázněje; výsledkem je superpozice tónů různých výšek, které se zeslabují a zesilují v různých okamžicích a krocích, a tak vytvářejí melodii.

## Kód pro MATLAB/Scilab/Octave
Pro generování paradoxní melodie byl použit následující program:
```
n=10; length=20; harmon=10; df=0.1; 
t=(1:length*44100)/44100; 
y=0; 
for i = 0:n, 
  for j = 1:harmon, 
    y=y+sin(2*3.1415927*(55+i*df)*j*t); 
  end; 
end;
sound(y/(n*harmon),44100);
```